# Hinter der Burg 15

Hinter der Burg 15 nach dem Wiederaufbau, April 2025

Das Eckhaus Hinter der Burg 15 ist ein denkmalgeschütztes Gebäude der Backsteingotik in der Lübecker Altstadt. Es ist mit dem Haus Kleine Burgstraße 1 verbunden. Beide wurden bei einem Brand in der Nacht vom 3. auf den 4. Juni 2017 zerstört und in den Folgejahren wiederaufgebaut.

## Eigentümergeschichte
Die überlieferte Eigentümergeschichte von Grundstück und Gebäude setzt 1288 ein, als der Lübecker Ratsherr Vromold von Vifhusen 1288 zwei Grundstücke belegen unter der heutigen Straßenbezeichnung Hinter der Burg 11–15 verkaufte. 1337 wurden diese Grundstücke durch den Ratsherrn Hermann Morneweg wieder mit dem großen Stammgrundstück Große Burgstraße 30–36 vereinigt, um dann von ihm und seinen Erben erneut als Einzelparzellen veräußert zu werden. 1472 wurde das Grundstück Hinter der Burg 11–15 Eigentum des Ratsherrn Hinrich Constin und ging noch vor dessen Tod im Jahr 1481 auf den Ratsherrn Volmar Warendorp über. Dessen Sohn, der Lübecker Domherr Bruno Warendorp überließ das Grundstück 1515 schenkweise dem St.-Annen-Kloster Lübeck, in dessen Besitz das Hausgrundstück mehr als hundert Jahre verblieb. 1776 wurde das Hausgrundstück als Wohn- und Kramhaus taxiert, also von einem Krämer genutzt.
Das mit dem Haus Hinter der Burg 15 heute verbundene Haus Kleine Burgstraße 1 entstand ebenfalls 1291. Belegt ist ein Eigentumswechsel des Jahres 1483, als die Brüderschaft der Lübecker Reitendiener das Haus als Vermächtnis erhielt. Sie verkaufte die Kleine Burgstraße 1 im Jahr 1579.

## Baugeschichte
Das Eckhaus ist ein mittelalterliches Reihenendhaus und steht mit den Häusern in der Kleinen Burgstraße 1–11 unter einem Dach, das dendrologisch auf das Jahr 1291 datiert wurde. Die gotische Fassade Hinter der Burg stammt vom Ende des 15. Jahrhunderts. Der ehemals vorhandene Treppengiebel wurde um 1800 abgetragen. In diesem Zuge entstand vermutlich die in Ansätzen noch erkennbare, einfache klassizistische Innenausstattung. 
Das Haus steht zumindest seit Anfang der 1970er Jahre unter Denkmalschutz. Das Haus wird gemeinsam mit dem neuzeitlich verbundenen Nachbarhaus Kleine Burgstraße 1 seit einigen Jahren von seinem privaten Eigentümer mit Unterstützung durch Fördermittel der Possehl-Stiftung saniert. Im Zuge der Sanierung sollen die beiden Häuser wieder eigenständig werden. In der Nacht vom 3. zum 4. Juni 2017 zerstörte ein Brand beide Häuser. Möglicherweise handelte es sich um Brandstiftung.
Nach umfangreichen Vorarbeiten wurde das Haus über mehrere Jahre wiederaufgebaut, wobei auch der gotische Treppengiebel rekonstruiert wurde. Die Wiederherstellung des Gebäudeäußeren konnte Anfang 2025 abgeschlossen werden.

Bilder
Kleine Burgstraße 1 nach dem Wiederaufbau, April 2025
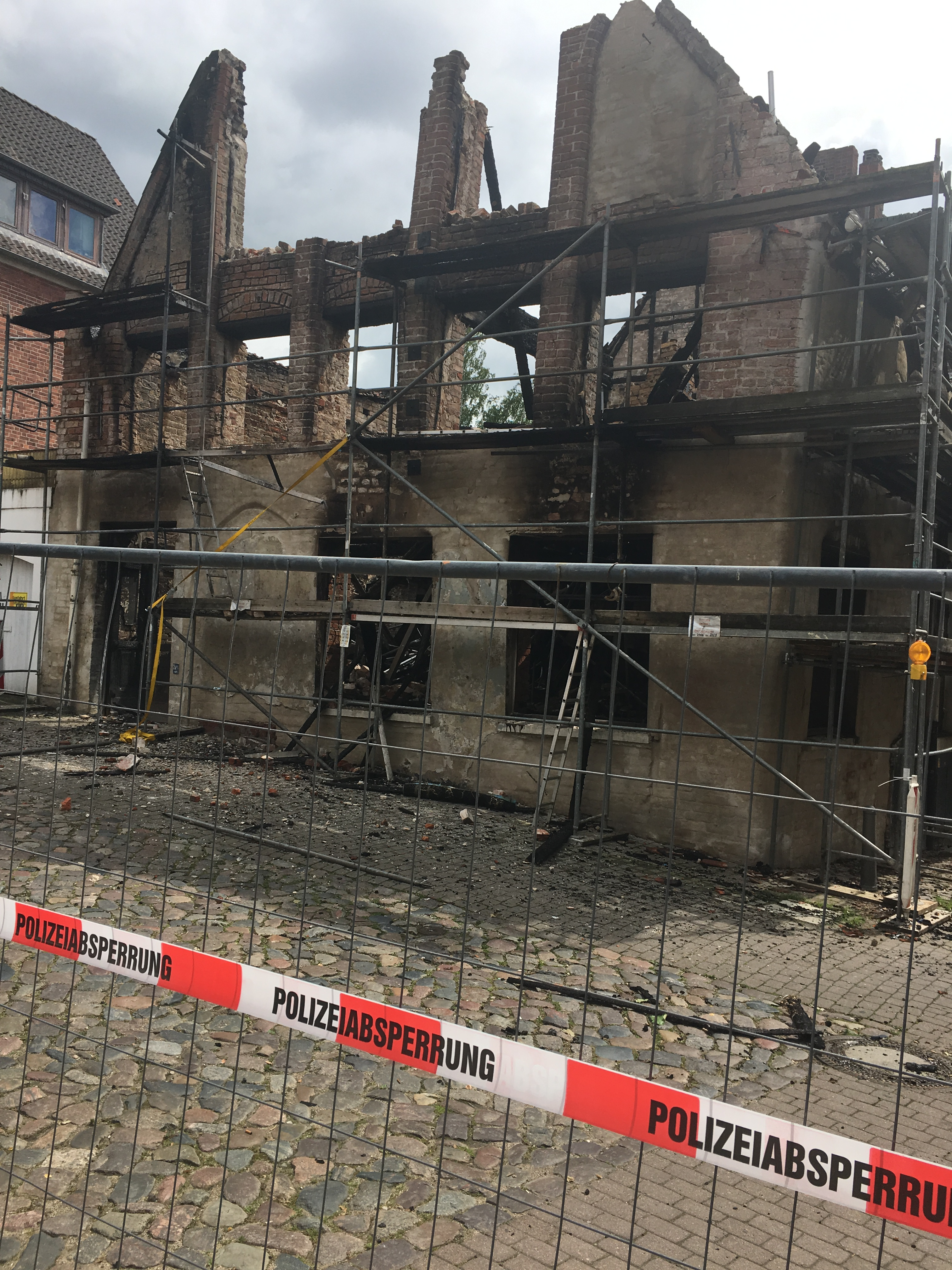
Hinter der Burg 15 nach dem Brand 2017
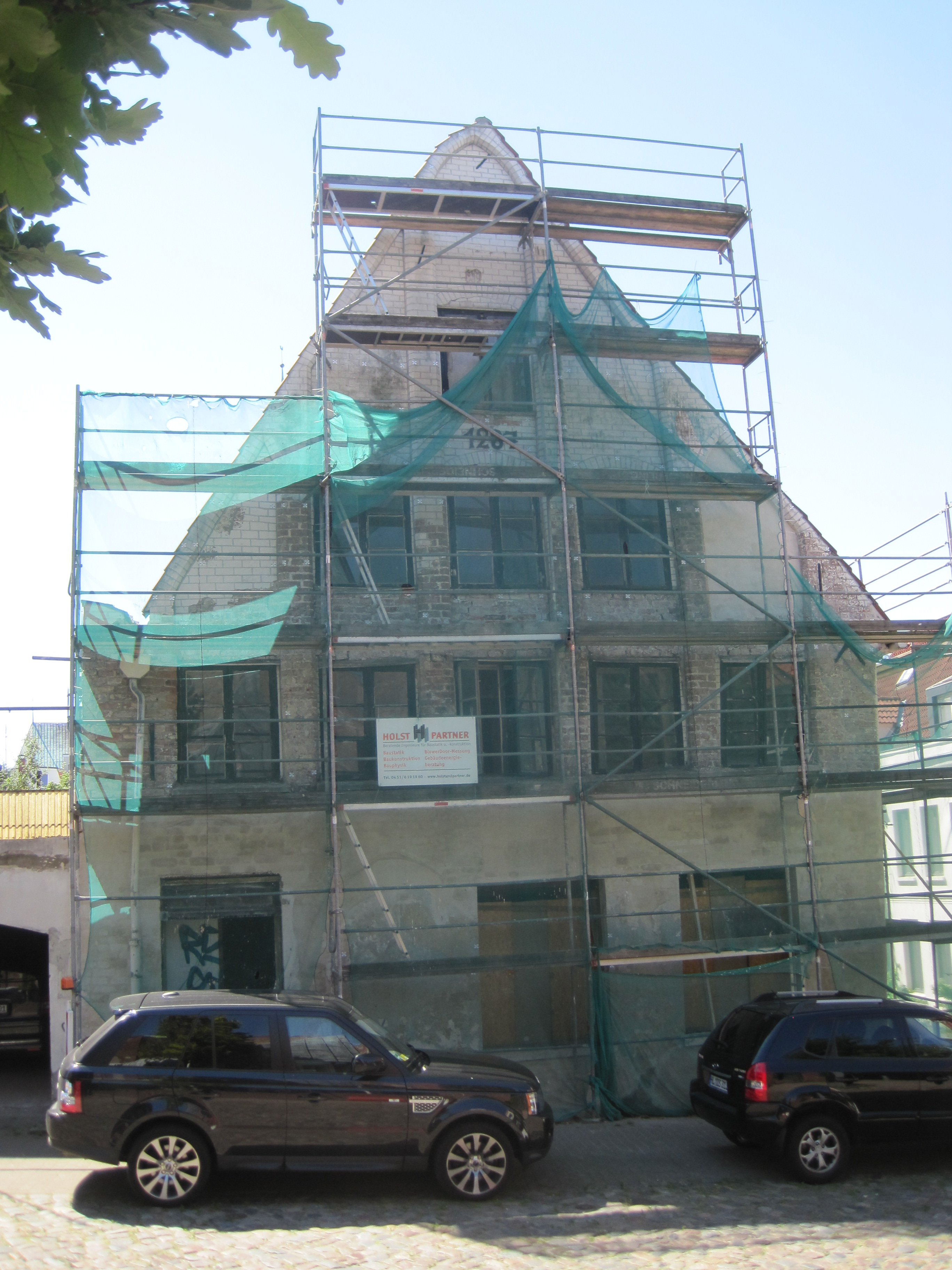
Hinter der Burg 15 vor dem Brand
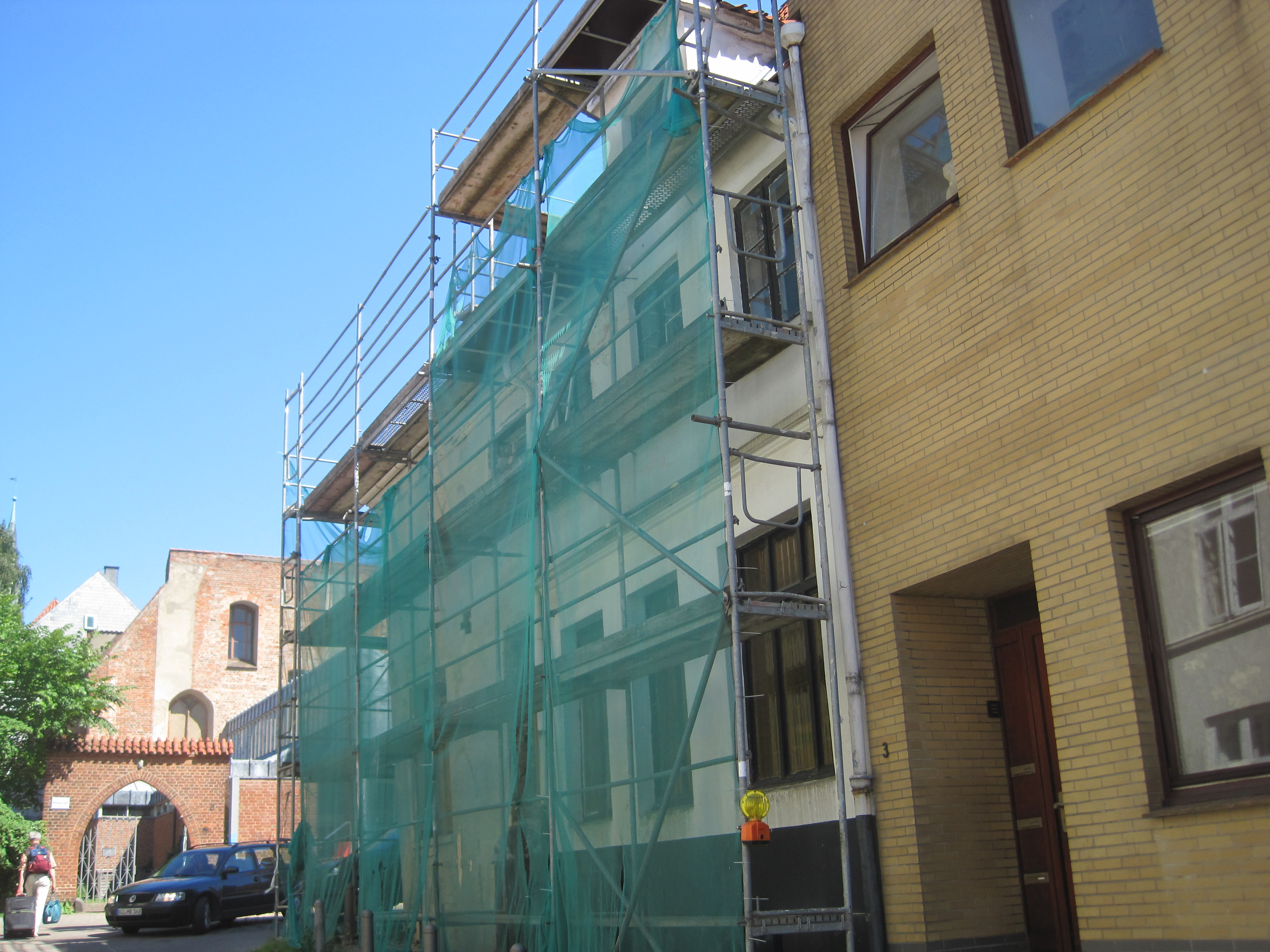
Kleine Burgstraße 1 vor dem Brand (eingerüstet)
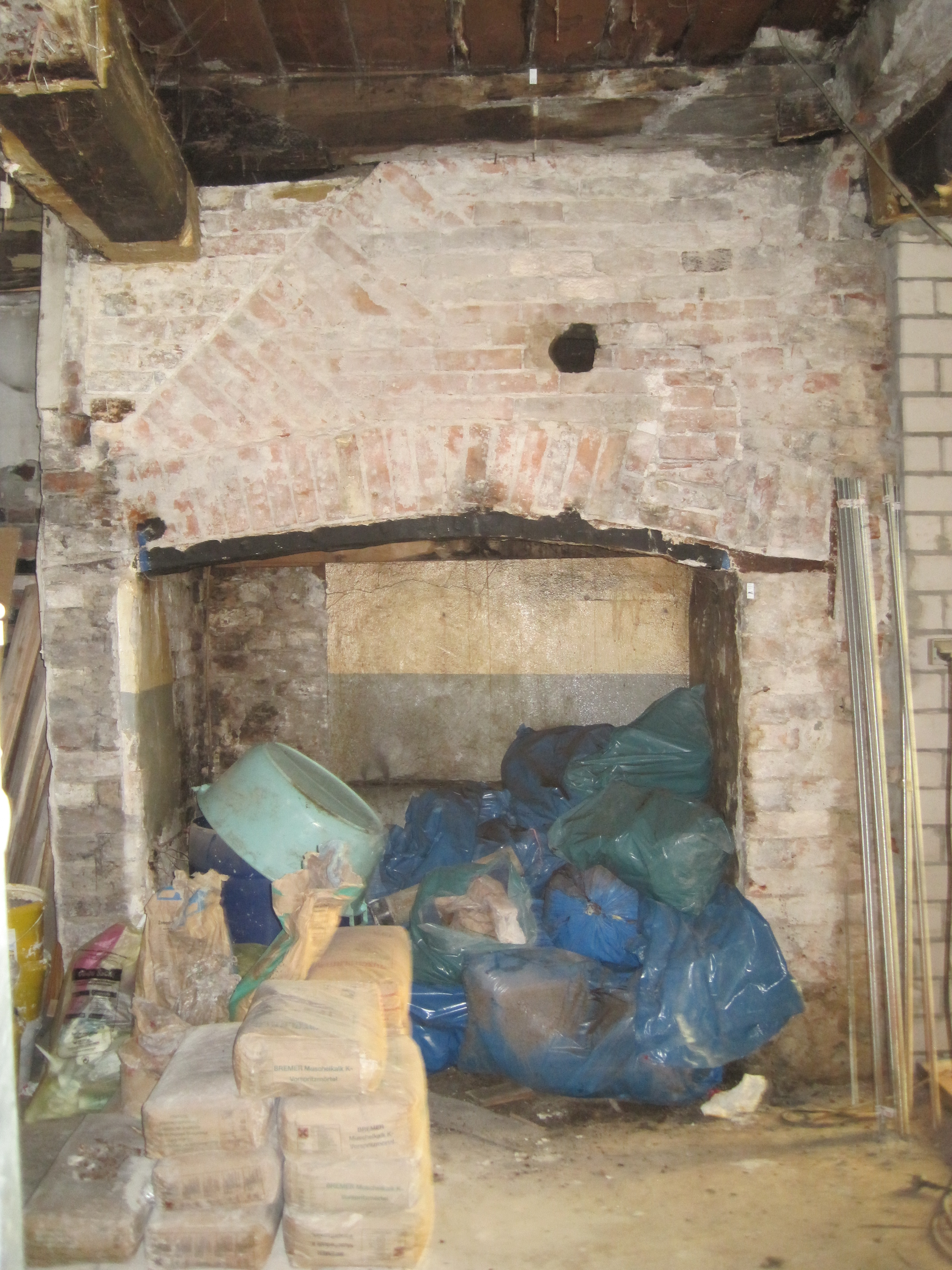
Feuerstelle im Erdgeschoss